# 陸小仙

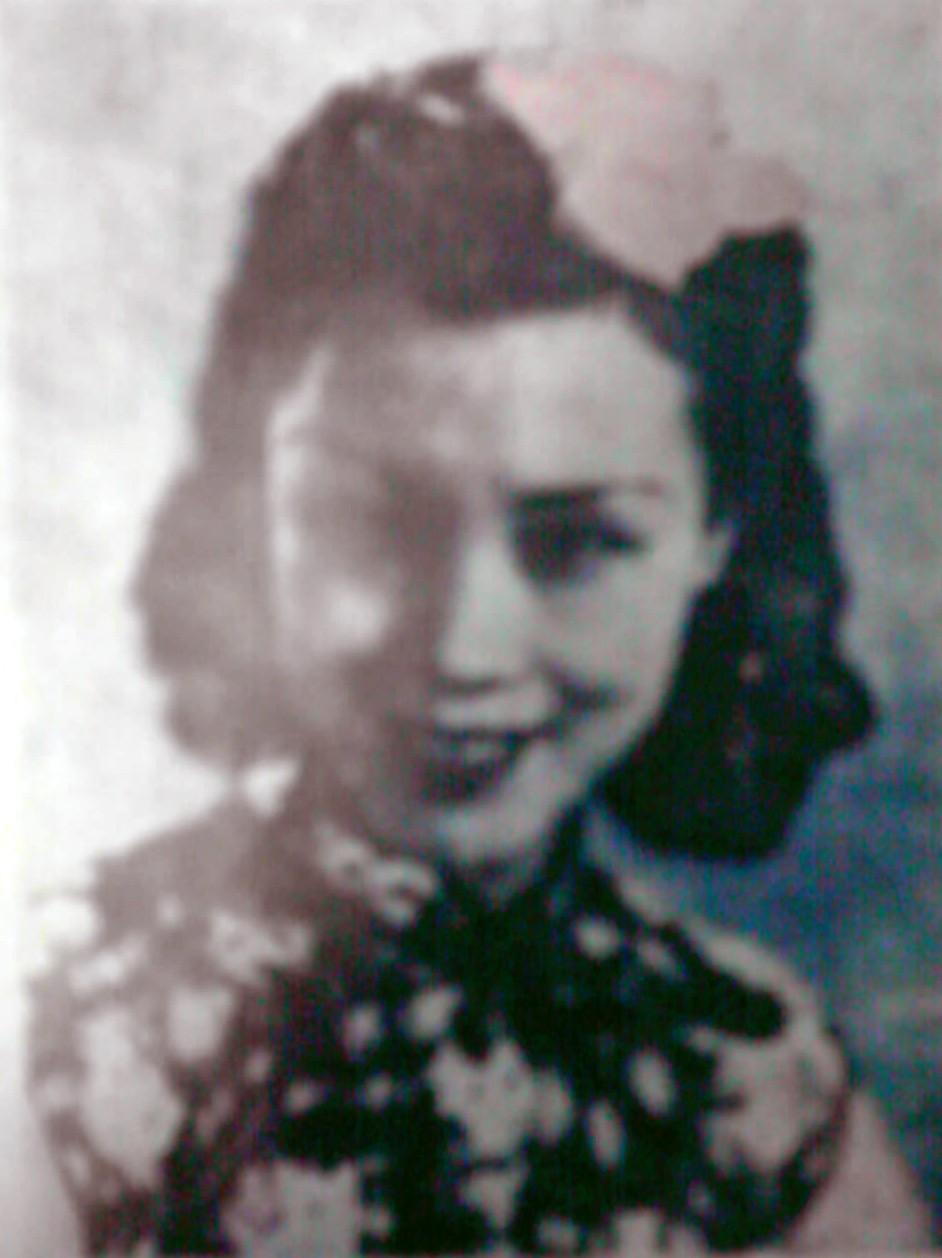
香港粵劇艷旦、電影風騷艷星、生藕皇后：陸小仙小姐(1941年)

陸小仙 (Luk Siu Sin，？ - 1963年)：粵劇一線正印花旦「小瑤仙」；電影藝名：「藍茵」，著名粵劇一線正印花旦，20世紀30年代至50年代的電影演員，主演近40齣電影。
- 20世紀30年代初期以「小瑤仙」作藝名在越南與當地華僑游觀仁演出了世界第二齣粵語電影《湄江情史》，此齣電影亦是陸小仙的銀幕處女作。[1]

- 陸小仙在1948年1月26日(星期一)晚上，為香港《伶星》電影戲劇娛樂刊物創刊17週年，在香港電臺與首次在香港播唱的黃楚山合唱粵曲《血染霓裳》(1948年同名電影的主題曲)[2]。

- 1952年在九龍荔枝角荔園遊樂場演出粵劇；移居中華人民共和國，到上海市等地走埠演出；1956年12月20日(星期四)起，參加「百花劇團」在廣州市東樂劇院 演出武俠神怪粵劇火燒紅蓮寺。[3]

- 陸小仙的香港電影成名作為《胡不歸》(1940年，飾演可卿表妹)及《香草美人》(1947年，飾演文小花)。她因與莫康時導演婚姻不如意移居中華人民共和國，並隨處走埠登臺表演粵劇，1963年逝世，享齡40餘歲。[4]

- 陸小仙的電影遺作《銀海春光》(1951年)。

## 外部連結
- 香港電影資料館：陸小仙參演電影的記錄[永久]
- 香港影庫：陸小仙 （页面存档备份，存于）
- 1:52-1:57 陸小仙坐在沙發上欣賞歌曲的影像 （页面存档备份，存于）侵犯版權?
- 風騷入骨的「生藕皇后」：陸小仙的風情戲片斷侵犯版權?